# Enrera mexicana
Enrera mexicana är en insektsart som beskrevs av Navás 1915. Enrera mexicana ingår i släktet Enrera och familjen myrlejonsländor. Inga underarter finns listade i Catalogue of Life.